# Jean Malalas
Jean Malalas (en grec ancien : Ἰωάννης Μαλάλας / Iôánnês Malálas), né vers 491 et mort vers 578, fonctionnaire de l'Empire romain d'Orient et historien, est l'auteur de la plus ancienne chronique byzantine qui nous soit parvenue : la Chronographia (Χρονογραφία).
Fonctionnaire dans l’administration impériale, Malalas fait carrière alternativement à Antioche, ville qui occupe une place importante dans son œuvre, et à Constantinople. 
Comme Jean le Lydien, Pierre le Patrice et Hésychios de Milet, Jean Malalas est le contemporain de Procope de Césarée et l’un des nombreux historiens qui écrivent durant le règne de Justinien, empereur de 527 à 565. 
Écrite en grec populaire, mélangeant faits historiques, fables et légendes, sa chronique ne semble pas avoir obtenu le succès qu’il escomptait pour promouvoir sa carrière[réf. nécessaire], en dépit de ses rééditions successives. Assez peu fiable dans les premiers livres, elle devient plus exacte pour les règnes de Justin et de Justinien dont il est le contemporain. Sa chronique a exercé une grande influence non seulement sur les chroniques byzantines ultérieures, mais aussi, par le biais de traductions, sur les chroniques slaves.

## Biographie
On sait très peu de choses de sa vie, mais sa chronique fournit des indices permettant d’en retracer les grandes lignes.

### Origines familiales, formation et religion
Il nait vers 490 à Antioche d’une famille syrienne. Le nom mallālā est la traduction syriaque (approximative) du mot grec rhētōr (« rhéteur ») ; il s’agit en fait d’un surnom, pas d’un nom de famille. Malgré ce titre dont il se réclame, son éducation semble s’être arrêtée au niveau secondaire si l’on en juge par l’absence des conventions utilisées par les auteurs ayant une éducation supérieure et par la piètre qualité de sa connaissance du grec.
Comme la plupart des habitants d’Antioche, Malalas est probablement monophysite, à une époque où il existe une controverse sur la nature (divine, humaine ou double) du Christ, mais il semble peu intéressé par les problèmes doctrinaux. Il se réfère aux patriarches de Constantinople et d’Antioche comme à des « nestoriens », terme qu’il applique également au concile de Chalcédoine (451). Inversement, il qualifie les monophysites d’« orthodoxes »[pas clair].

### Carrière
Elle se déroule entre Antioche et Constantinople. Les textes de sa chronique décrivent en effet des évènements qui prennent place alternativement dans l’une et l’autre ville. 
Du fait de l’intérêt qu’il porte à la fonction de « comte d’Orient » (comes Orientis), on peut supposer qu’il fait carrière dans la bureaucratie d’Antioche de 507 à 512[réf. nécessaire]. 
De 512 à 519, il sert sous Marinus, haut fonctionnaire syrien monophysite, à Constantinople. Après un bref retour à Antioche, il est de nouveau à Constantinople en 522 et 523 sous les ordres de Théodotus, comte d’Orient et, pour un court laps de temps, préfet de la Ville.
Après la disgrâce de Théodotus en 523, Malalas semble être retourné à Antioche où il décrit le séisme de 526, suivi de terribles incendies qui ravagent la ville. 
En 527 ou en 528, il repart vers Constantinople où il aurait obtenu un poste dans l’administration du service diplomatique, comme le montre l’intérêt qu’il accorde pendant cette période à la politique étrangère de Justinien, particulièrement en ce qui concerene les Perses Sassanides. Cet intérêt s’estompe cependant en 533, année à partir de laquelle Malalas se concentre à nouveau sur Constantinople. 
Bien que le manuscrit se termine brusquement au milieu de l’année 563, il est probable qu'il se poursuivait jusqu’à la mort de Justinien (novembre 565) puisque Malalas mentionne la durée exacte de son règne (38 ans, 7 mois et 13 jours). 
On ignore la date de sa mort, mais étant âgé de plus de 74 ans en 565, il est peu probable qu’il ait survécu de nombreuses années.

### Identifications erronées de Jean Malalas
La théorie selon laquelle Jean Malalas et Jean d’Antioche seraient une seule personne est aujourd'hui abandonnée. Même si les deux sont natifs d’Antioche et ont rédigé une chronique s’étendant d’Adam à Phocas dans le cas de Jean d’Antioche et à Justinien dans le cas de Malalas, celle de Jean d’Antioche est bien supérieure à celle de Malalas, tant par le style que par sa perspective beaucoup plus universelle. 
La suggestion de J. Haury qui l’identifiait à Jean III le Scholastique, patriarche de Constantinople, est également rejetée.

## LaChronographie

### Présentation
La chronique de Malalas est la plus ancienne chronique byzantine que l’on ait conservée. 
Le titre de Chronographia (Χρονογραφία) que l’on trouve dans les manuscrits parvenus jusqu’à nous n’est probablement pas le titre originel : si l’on se réfère à la traduction en slavon, le titre grec devait être approximativement [Histoire] générale par Jean Malalas, originaire de la grande ville d’Antioche des Syriens, depuis le temps de la création du monde. 
Elle s’étend sur 18 livres, dont certaines pages ont été perdues, mais qu'on peut reconstruire grâce à la traduction en slavon, ainsi qu’à divers auteurs qui s’en sont inspirés presque textuellement, comme celui du Chronicon Paschale ou Théophane le Confesseur.

### Contenu
Alors que la plupart des écrivains de l’époque rédigeaient de longues et élégantes préfaces professant leur inhabileté à rendre justice au sujet, celle de Malalas se borne à citer les écrivains ayant entrepris une tâche similaire et à dire que son œuvre partira de la création du monde et s’étendra « jusqu’à l’empereur Zénon et aux empereurs qui l’ont suivi ».
Puis, innovation pour l’époque, chaque livre est pourvu d’un titre.
- Le livre I s’intitule « Du temps d’Adam » et couvre la période allant de la création en l’an 5969 av. J.-C. (soit six mille ans avant la résurrection du Christ) et traite de divers rois assyriens jusqu’à la mort d’Héphaïstos, roi d’Égypte.
- Le livre II, dont le titre est perdu, va d’Hélios, successeur d’Héphaïstos, jusqu’à l’introduction de l’idolâtrie par le père d’Abraham, Terah.
- Le livre III, « Du temps où Abraham connut Dieu », raconte le départ d’Abraham de Mésopotamie et s’étend jusqu’à l’exode d’Égypte.
- Le livre IV, « Du temps du Royaume de la Terre du peuple d’Argos », va du règne du roi Inaque d’Argos à l’accession de David comme roi d’Israël.
- Le livre V, « Du temps des Troyens », qui situe la guerre de Troie au temps de David, en décrit les péripéties et les acteurs.
- Le livre VI, « Du temps du Royaume des Assyriens ainsi que d’Énée et Achate », commence avec la captivité des Juifs à Babylone avant de revenir six siècles en arrière et de suivre la dynastie d’Énée jusqu’à la fondation de Rome.
- Le livre VII, « Du temps de la fondation de Rome », décrit la fondation de la ville par « Romus » (sic), de la royauté et de la république jusqu’à Jules César, ainsi que l’histoire de la Macédoine jusqu’à Alexandre le Grand.
- Le livre VIII, « Du temps des Macédoniens », rapporte les conquêtes d’Alexandre, s’attardant sur les Séleucides de Syrie et la fondation par Séleucos d’Antioche jusqu’à la conquête de la Syrie par Rome.
- Le livre IX, intitulé de façon inexacte « Du temps des consuls de Rome », rapporte le premier triumvirat suivi de l’assassinat de César, puis le second triumvirat et s’achève sur le recensement fait par Auguste et l’annonce de la venue de Jésus-Christ.
- Le livre X, « Du temps du règne de l’empereur Auguste et de l’Incarnation de Dieu », s’ouvre sur la naissance du Christ et va jusqu’au règne de Nerva, mentionnant notamment que la Résurrection eut lieu six mille ans après la Création du monde, soit en l’an 31 de notre ère, à la suite d’une erreur d’Eusèbe (mauvaise attribution).
- Le livre XI, « Du temps de l’empereur Trajan et du troisième désastre d’Antioche », terme se référant vraisemblablement au tremblement de terre qui dévasta Antioche en 115. Il raconte la succession de Nerva par Trajan et va jusqu’à la mort de l’empereur Lucius Verus qu’il place après la mort de Marcus en 180.
- Le livre XII, « Du temps de l’empereur Commode et de la présentation des Olympiques », débute sur l’accession de Commode en 180 et s’étend sur les Olympiques qui eurent lieu à Antioche en 181. Il comprend de nombreuses erreurs chronologiques, Malalas n’ayant pas remarqué que plusieurs empereurs régnèrent conjointement et non successivement. Il se termine sur la mort de Licinius en 324.
- Le livre XIII, « Du temps de l’accession de l’empereur Constantin », s’ouvre sur la conversion de Constantin au cours d’une guerre « contre des barbares » (sic) et, après avoir confondu les successions de Valentinien et de Théodose, se termine sur la mort d’Honorius en 423 et l’accession de Théodose II en 408, qui auraient coïncidé dans le temps.
- Le livre XIV, « Du temps de Théodose le Jeune au règne de Léon le Jeune », va de 408 à la mort de Léon II en 474. À partir de ce livre, on note une exactitude historique plus grande que dans les livres précédents.
- Le livre XV, « Du temps du règne de Zénon au règne d’Anastase », rapporte les évènements survenus durant le règne de Zénon, y compris la répression de l’usurpateur Basiliscus. Pour la première fois (hormis la mort du Christ), Malalas date la mort de Zénon qui serait survenue en 6458 (notre année 491).
- Le livre XVI s’intitulait probablement « Du temps de l’empereur Anastase ». Malalas y rapporte, sans respecter l’ordre chronologique, divers évènements de ce règne comme les révoltes d’Antioche en 494 et la révolte isaurienne de 492-498. Y figurent également la guerre persique de 502-505, les mesures fiscales de Marinus le Syrien entre 498 et 512, la révolte d’Alexandrie en 516, celle de Vitalien en 513-515 et l’incendie de la maison de Marinus par les rebelles en 512.
- Le livre XVII, probablement intitulé « Du temps de l’empereur Justin et du désastre d’Antioche », s’ouvre sur le consulat et l’exécution de Vitalien en 520, les négociations de Justin avec les Laziques, les Huns et les Perses vers 522, ainsi que le « cinquième désastre » d’Antioche, tremblement de terre survenu en 526. Le livre se termine sur les efforts de Justin pour reconstruire Antioche l’année suivante.
- Le livre XVIII, de loin le plus volumineux, est intitulé « Du temps de l’empereur Justinien et du sixième désastre d’Antioche ». La première partie reprend les premiers mois du règne de Justinien avant un retour en arrière sur son second consulat. Suit une description détaillée des édits religieux de Justinien en 533 et quelques considérations sur les conquêtes en Afrique de 533-534. Curieusement le livre mentionne à peine le sac d’Antioche par les Perses la même année. Le récit se concentre ensuite sur les expéditions slaves en Thrace en 559 et devait se terminer par la mort de Justinien.

### Versions successives
Malalas a produit différentes versions de son œuvre au cours des ans. La première version, terminée probablement en 527, est constituée des livres I à XVII, comme le rapporte Évagre le Scholastique qui en possédait un exemplaire à la fin du même siècle. Après son arrivée à Constantinople, Malalas y aurait ajouté nombre de textes sur la diplomatie impériale. De fait, le livre XVIII est de loin le plus volumineux. Une deuxième édition aurait été produite en 528, sur laquelle se base la traduction en slavon. Une troisième édition aurait été faite en 533, date à laquelle la Chronicon Paschale, rédigée au VIIe siècle, cesse de suivre le texte de Malalas. Enfin, la quatrième édition devait suivre le fil des évènements jusqu’en 565, bien que le manuscrit que nous possédions s’interrompt abruptement à la mi-563.

### Sources
Dans sa Chronographia, Malalas innove en citant de façon constante les sources dont il s’est inspiré, surtout dans les livres I à XIV, alors que les livres XV à XVIII font plutôt usage de sources orales ou de l’expérience même de l’auteur. Au total, Malalas cite soixante-quinze sources différentes, pour la plupart des auteurs ayant bien existé, mais d’autres auteurs demeurent totalement inconnus, comme Clément, Bottius, Eutychianus, Membronius de Babylone et Philostratus, et pourraient ne jamais avoir existé. Une chose est certaine toutefois, Malalas s’est fortement inspiré d’Eustathe d’Épiphanie dont il adopte la curieuse méthode de calcul pour la Création du monde. Il fausse cependant les propos de ce dernier en additionnant simplement les années de règne de divers empereurs alors qu’Eustathe avait indiqué que certains avaient régné simultanément : ainsi les règnes s’étendant de Dioclétien à Constantin auraient totalisé 95 ans alors que seulement cinquante-trois ans séparent 284 de 337, chose dont il semble s’être rendu compte avant de préparer la seconde édition, mais qu’il n’a pas corrigée pour autant,.
En plus de mal citer ses sources, Malalas y ajoute plusieurs détails de son cru, intégrant dans son texte légendes, anachronismes, répétitions et incohérences, du moins dans les livres I à XIV. Il est toutefois plus fiable en ce qui concerne le VIe siècle et les règnes de Justin et de Justinien dont il fut le contemporain. Ses relations au service du comte d’Orient à Antioche et dans le service diplomatique sous Marinus à Constantinople lui permirent de donner des informations, fiables celles-là, par exemple sur l’administration des provinces ou la flotte de guerre.

### Style
On qualifie généralement Malalas d’« écrivain populaire », à la fois en raison de son style plus rapproché de la langue du peuple que du grec « atticisant » de ses prédécesseurs comme Eustathe ou Eunape,, et de son contenu qui se plait à décrire l’apparence et les manières des empereurs, y ajoutant anecdotes pittoresques et scandales sociaux.
En dépit de son utilisation du titre de « rhéteur », le style de Malalas trahit chez lui l'absence d’une éducation de haut niveau, ce qui peut expliquer le peu d’intérêt que son œuvre semble avoir recueilli à Constantinople. Si les élites byzantines pouvaient regretter le bas niveau de langage et l’absence de grâce du style, le lecteur intéressé par l’histoire ne pouvait manquer d’être rebuté par la composition maladroite, la juxtaposition de sujets sans liens, les erreurs factuelles, l’association de faits historiques et de fables, ainsi que la manie pédante de citer à répétition des sources obscures tout en ignorant les grands historiens.
En fait, le style bâclé de l’œuvre, le traitement approximatif des sources, le caractère louangeur des passages se rapportant au règne de Justinien, le grand nombre de versions de la même œuvre et les similarités entre cette œuvre et celle d’Eustathe d’Épiphanie ont fait dire au professeur Treadgold que Malalas cherchait surtout par-là à promouvoir sa carrière, surtout si l’on tient compte des propos extrêmement flatteurs à l’endroit de Justinien contenus dans la troisième édition. Si tel était en effet son but, celui-ci ne semble guère avoir réussi.
Toutefois, ce niveau de langue dialectal, dans lequel se greffaient termes latins et expressions orientales, était particulièrement prisé hors de la métropole. Ceci explique peut-être pourquoi, avec les fables et vignettes populaires qu’elle contient, l’œuvre eut davantage de succès dans la partie orientale de l’empire et influença considérablement la chronographie slavonne, comme le montre le grand nombre de traductions à partir desquelles on peut rétablir le texte original ou le nombre d’auteurs subséquents qui s’en inspirèrent, y compris la Chronicon Paschale du IXe siècle, laquelle reprend presque textuellement Malalas.

### Une oeuvre de valeur historique certaine
Malgré la présence de légendes et de fables parmi les faits historiques, souvent difficiles à distinguer, il n'empêche que la Chronographie de Jean Malalas constitue depuis toujours une œuvre de valeur historique certaine. En effet, elle a été d'une utilité précieuse pour reconstituer l'histoire d'Antioche, et offre sur cette cité, chérie de son auteur, des détails inédits qu'aucune autre source n'aurait permis de connaître. Deux siècles après Libanios qui racontait une Antioche romaine, Jean Malalas offre un regard précieux sur l'Antioche byzantine.